# Yalagüina
Yalagüina é um município da Nicarágua, situado no departamento de Madriz. Tem 71 km² de área e sua população em 2020 foi estimada em 12.957 habitantes.